# フージェール
フージェール （Fougères、ブルトン語: Felger、ガロ語:Foujerr）は、フランス、ブルターニュ地域圏、イル＝エ＝ヴィレーヌ県のコミューン。メーヌとノルマンディーに近接する。1985年、フランスの歴史的な街として芸術と歴史の街に登録された。日本語の文献では、フジェールとの表記もされる。

## 史跡

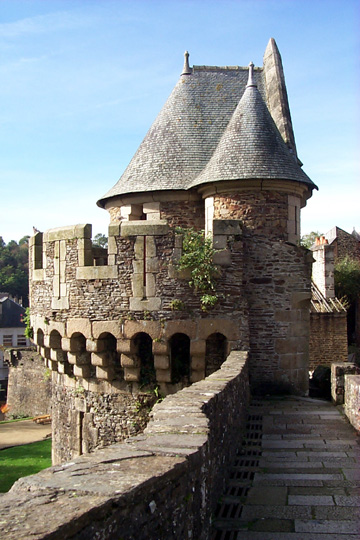
フージェール城

フージェール最大の記念物は、花崗岩の岩棚上に建つ中世の要塞である。これはフランスの侵略に対するブルターニュ公国の防御システムであり、ヴィトレの要塞を含んで3箇所あった。
フージェールは、ブルターニュに3箇所ある鐘楼の1つがある。鐘楼の位置は、週末開かれる市場の中心となっている。1397年に建てられた鐘楼は、地元商人たちによって集められた基金でつくられた。かつては教会の保存は貴族に許されていたが、この鐘楼は庶民が建設を許されたということを意味していた。
相当な大きさの城壁は、下町にある城から伸びて上町周辺の丘の上に至る。下町の市民は防衛設備の外におり、トラブルが起きたときには要塞の中へ避難しなければならなかった。

## 経済
かつては重要な靴製造工場があったが、現在はほとんど絶えた。またガラス製造も行われていた。
中世、塩に重税が課せられ、ブルターニュからフランス全土へ輸出されていた。フージェールは塩の密輸業者のための砦にされた。他地域へ売るため持ち込まれた塩を持って、彼らは城壁沿いに這って進んだ。この興味深い事実を記念し、現代のフージェールの公立庭園がつくられた。

## 観光
町近辺にフージェールの森があり、そこでは幾つかの石群や巨石記念物（メンヒル）を目にすることができる。

## 人口統計
| 1962年 | 1968年 | 1975年 | 1982年 | 1990年 | 1999年 | 2006年 | 2011年 |
| ------ | ------ | ------ | ------ | ------ | ------ | ------ | ------ |
| 24279  | 26045  | 26610  | 24362  | 22239  | 21779  | 20941  | 19775  |

参照元:1999年までEHESS、2000年以降INSEE

## 著名な出身者
- アルマン・ド・ルエリー - アメリカ独立戦争に参加した軍人
- ジョルジュ・フランジュ - 映画監督
- ジャン・ゲーノ - 作家、文芸評論家、アカデミー・フランセーズ会員

## 姉妹都市
- アシュフォード、イギリス
- バート・ミュスタライフェル、ドイツ
- オウアルガイエ、ブルキナファソ
- ソモト、ニカラグア